# Habenaria amplexicaulis
Habenaria amplexicaulis är en orkidéart som beskrevs av Robert Allen Rolfe och Dorothy Downie. Habenaria amplexicaulis ingår i släktet Habenaria och familjen orkidéer. Inga underarter finns listade i Catalogue of Life.